# Rue Yves Toudic

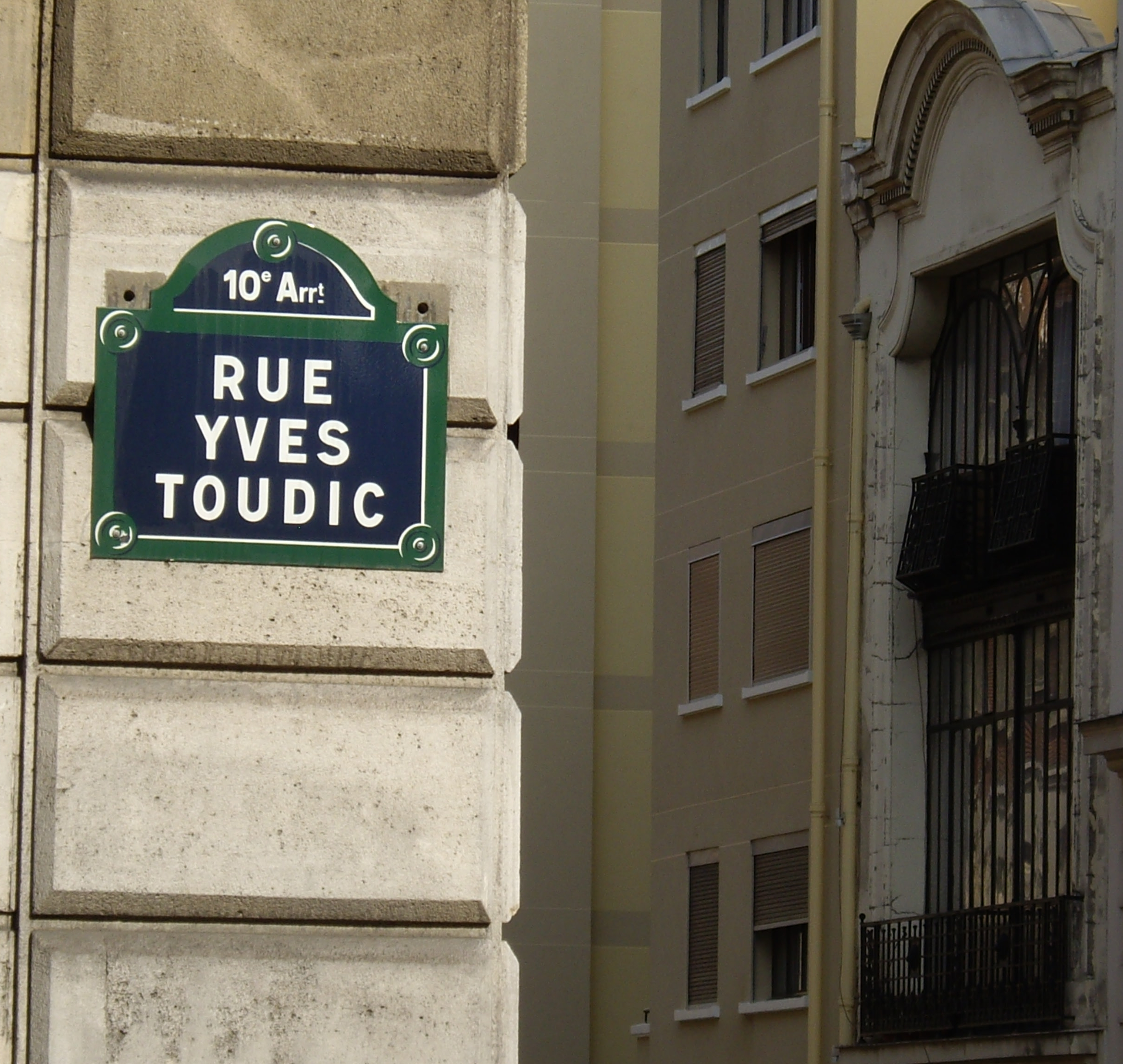
Straßenschild Rue Yves Toudic

Die Rue Yves Toudic ist eine Straße im Quartier Porte Saint-Martin des 10. Arrondissements in Paris.

## Verlauf
Die Rue Yves Toudic beginnt bei der Nr. 9 Rue du Faubourg-du-Temple und endet nach 430 Metern in Höhe der Nr. 40 Rue de Lancry. Sie ist 15 Meter breit und kreuzt in ihrem Verlauf von Süden nach Norden die Rue Léon Jouhaux, die Rue Dieu, die Rue Beaurepaire und die Rue de Marseille.

## Namensursprung
Seit dem 8. Juni 1946 heißt sie nach dem Gewerkschafter Yves Toudic (1901–1944), der am Nationalfeiertag, dem 14. Juli 1944, bei einer Demonstration am Place de la République von den deutschen Besatzern erschossen wurde.

## Geschichte
Diese Straße wurde mit Erlass vom 20. Februar 1825 zwischen den Straßen Rue de Marseille und Rue de Lancy unter dem Namen «Rue Lacasse», dem Namen des Eigentümers bei der Einrichtung des Canal Saint–Martin, mit einer Länge von 12 m festgelegt.
Mit Erlass vom 13. Februar 1856 wurde die Straße noch einmal zwischen der Rue du Faubourg–du–Temple und der Rue de la Douane verlängert.
Am 8. Juni 1946 wird sie nach dem Gewerkschafter Yves Toudic (1901–1944) benannt.